# Jakara Anthony
Jakara Anthony (ur. 8 lipca 1998 w Cairns) – australijska narciarka dowolna, specjalizująca się w jeździe po muldach, mistrzyni olimpijska, wicemistrzyni świata.

## Kariera
W zawodach międzynarodowych zadebiutowała w sierpniu 2012 roku, w Pucharze Australii i Oceanii. W styczniu 2015 roku zadebiutowała w zawodach z cyklu Pucharu Ameryki Północnej, jak i Pucharu Świata w amerykańskim Deer Valley. W zawodach pucharowych regularnie pojawia się od sezonu 2016/2017. W grudniu 2018 roku po raz pierwszy stanęła na podium zawodów Pucharu Świata, zajmując 2. pozycję w chińskim Thaiwoo, natomiast miesiąc później wygrała swoje pierwsze zawody w amerykańskim Lake Placid. W 2017 roku zadebiutowała na mistrzostwach świata w Sierra Nevada, w których zajęła odpowiednio 12. miejsce w jeździe po muldach oraz 16. miejsce w muldach podwójnych. Rok później wystąpiła na Igrzyskach Olimpijskich w Pjongczangu, plasując się na 4. lokacie. W tym samym roku, w Pucharze Australii i Oceanii wygrała klasyfikację jazdy po muldach oraz zajęła 2. miejsce w klasyfikacji generalnej.
W 2019 roku na mistrzostwach świata w Deer Valley wywalczyła srebrny medal w jeździe po muldach, w której lepsza okazała się tylko Kazaszka Julija Gałyszewa. W Pucharze Świata, w sezonie 2018/2019 zajęła 3. miejsce w klasyfikacji jazdy po muldach, w klasyfikacji generalnej była szósta. Sezon później w klasyfikacji muld była druga, ulegając jedynie Francuzce Perrine Laffont. W 2022 na igrzyskach olimpijskich w Pekinie wywalczyła złoty medal w konkurencji jazdy po muldach. W sezonie 2021/2022 zwyciężyła w klasyfikacji generalnej muld (MO+DM) i klasyfikacji muld podwójnych (DM), a w klasyfikacji jazdy po muldach (MO) była trzecia.

## Osiągnięcia

### Igrzyska olimpijskie
| Miejsce | Dzień     | Rok  | Miejscowość | Konkurencja      | Zwyciężczyni    |
| ------- | --------- | ---- | ----------- | ---------------- | --------------- |
| 4.      | 11 lutego | 2018 | Pjongczang  | Jazda po muldach | Perrine Laffont |
| 1.      | 6 lutego  | 2022 | Pekin       | Jazda po muldach | –               |

### Mistrzostwa świata
| Miejsce | Dzień     | Rok  | Miejscowość   | Konkurencja      | Zwyciężczyni        |
| ------- | --------- | ---- | ------------- | ---------------- | ------------------- |
| 12.     | 8 marca   | 2017 | Sierra Nevada | Jazda po muldach | Britteny Cox        |
| 16.     | 9 marca   | 2017 | Sierra Nevada | Muldy podwójne   | Perrine Laffont     |
| 2.      | 8 lutego  | 2019 | Deer Valley   | Jazda po muldach | Julija Gałyszewa    |
| 7.      | 9 lutego  | 2019 | Deer Valley   | Muldy podwójne   | Perrine Laffont     |
| 4.      | 8 marca   | 2021 | Ałmaty        | Jazda po muldach | Perrine Laffont     |
| 11.     | 9 marca   | 2021 | Ałmaty        | Muldy podwójne   | Anastasija Smirnowa |
| 17.     | 25 lutego | 2023 | Bakuriani     | Jazda po muldach | Perrine Laffont     |

### Puchar Świata

#### Pozycje w klasyfikacji generalnej
- sezon 2015/2016: 184.
- sezon 2016/2017: 95.
- sezon 2017/2018: 95.
- sezon 2018/2019: 6.
- sezon 2019/2020: 7.

Od sezonu 2020/2021 klasyfikacja jazdy po muldach jest jednocześnie klasyfikacją generalną.
- sezon 2020/2021: 10.
- sezon 2021/2022: 1.
- sezon 2022/2023: 2.
- sezon 2023/2024: 1.
- sezon 2024/2025: 20.

#### Miejsca na podium
1. Thaiwoo – 15 grudnia 2018 (jazda po muldach) – 2. miejsce
2. Lake Placid – 18 stycznia 2019 (jazda po muldach) – 1. miejsce
3. Mont-Tremblant – 26 stycznia 2019 (jazda po muldach) – 2. miejsce
4. Tazawako – 23 lutego 2019 (jazda po muldach) – 2. miejsce
5. Tazawako – 24 lutego 2019 (muldy podwójne) – 3. miejsce
6. Deer Valley – 6 lutego 2020 (jazda po muldach) – 2. miejsce
7. Tazawako – 22 lutego 2020 (jazda po muldach) – 3. miejsce
8. Ałmaty – 1 marca 2020 (muldy podwójne) – 2. miejsce
9. Krasnojarsk – 7 marca 2020 (muldy podwójne) – 2. miejsce
10. Ruka – 4 grudnia 2021 (jazda po muldach) – 2. miejsce
11. Idre – 11 grudnia 2021 (jazda po muldach) – 3. miejsce
12. Idre – 12 grudnia 2021 (muldy podwójne) – 3. miejsce
13. L’Alpe d’Huez – 17 grudnia 2021 (jazda po muldach) – 1. miejsce
14. L’Alpe d’Huez – 18 grudnia 2021 (muldy podwójne) – 1. miejsce
15. Mont-Tremblant – 8 stycznia 2022 (jazda po muldach) – 2. miejsce
16. Deer Valley – 13 stycznia 2022 (jazda po muldach) – 3. miejsce
17. Deer Valley – 14 stycznia 2022 (jazda po muldach) – 2. miejsce
18. Chiesa in Valmalenco – 12 marca 2022 (muldy podwójne) – 1. miejsce
19. Megève – 18 marca 2022 (jazda po muldach) – 2. miejsce
20. Megève – 19 marca 2022 (muldy podwójne) – 2. miejsce
21. Ruka – 3 grudnia 2022 (jazda po muldach) – 1. miejsce
22. Idre – 10 grudnia 2022 (jazda po muldach) – 1. miejsce
23. L’Alpe d’Huez – 16 grudnia 2022 (jazda po muldach) – 1. miejsce
24. L’Alpe d’Huez – 17 grudnia 2022 (muldy podwójne) – 3. miejsce
25. Saint-Côme – 27 stycznia 2023 (jazda po muldach) – 2. miejsce
26. Deer Valley – 2 lutego 2023 (jazda po muldach) – 1. miejsce
27. Ruka – 2 grudnia 2023 (jazda po muldach) – 1. miejsce
28. Idre – 8 grudnia 2023 (jazda po muldach) – 1. miejsce
29. Idre – 9 grudnia 2023 (muldy podwójne) – 3. miejsce
30. L’Alpe d’Huez – 15 grudnia 2023 (jazda po muldach) – 1. miejsce
31. L’Alpe d’Huez – 16 grudnia 2023 (muldy podwójne) – 1. miejsce
32. Bakuriani – 22 grudnia 2023 (jazdy po muldach) – 1. miejsce
33. Bakuriani – 23 grudnia 2023 (muldy podwójne) – 1. miejsce
34. Saint-Côme – 19 stycznia 2024 (jazda po muldach) – 1. miejsce
35. Saint-Côme – 20 stycznia 2024 (muldy podwójne) – 1. miejsce
36. Waterville Valley – 26 stycznia 2024 (jazda po muldach) – 1. miejsce
37. Waterville Valley – 27 stycznia 2024 (muldy podwójne) – 1. miejsce
38. Deer Valley – 3 lutego 2024 (muldy podwójne) – 1. miejsce
39. Ałmaty – 8 marca 2024 (jazda po muldach) – 1. miejsce
40. Ałmaty – 9 marca 2024 (muldy podwójne) – 1. miejsce
41. Chiesa in Valmalenco – 16 marca 2024 (muldy podwójne) – 1. miejsce
42. Ruka – 30 listopada 2024 (jazda po muldach) – 2. miejsce
43. Idre – 7 listopada 2024 (jazda po muldach) – 1. miejsce